# 殷宏
殷宏（?—?），又作殷容、段宏，西汉官员，汉武帝的中尉。
元朔四年（前125年），殷宏担任中尉。淮南国郎中雷被得罪了淮南王的太子刘迁，元朔五年（前124年），逃到长安上书告发刘迁。刘迁让人身穿卫士服装，手持长戟站在父亲淮南王刘安身边，如果朝廷派来的使者欲将淮南王治罪，则就立即将其刺杀，然后举兵反叛。汉武帝派中尉段宏到淮南王处询问雷被的有关情况，淮南王见殷宏神色平和，于是没有发动。殷宏回去告知皇帝。公卿请削五县，许可了二县。使中尉宏赦刘安、刘迁之罪，罚以削地。元狩元年（前122年），司馬安接替殷宏担任中尉。
| 前任： 趙禹 | 西汉中尉 前124年—前122年 | 繼任： 司馬安 |